# Minh tần Phác thị
Minh tần Phác thị (Hangul: 명빈 박씨, chữ Hán: 䄙嬪朴氏; ? - 17 tháng 5 năm 1703) là một trong những phi tần rất được sủng ái của Triều Tiên Túc tông.

## Cuộc đời
Xuất thân từ Mật Dương Phác thị (密陽朴氏), không rõ năm sinh, là con gái của Phác Hiếu Kiển (朴孝建), Phác thị là cung nữ xuất thân.
Năm Túc Tông thứ 24 (1698), bà được Túc Tông ban ân sủng, hoài thai, từ Chính ngũ phẩm Thượng cung sắc phong làm tòng tứ phẩm Thục viên (淑媛). Ngày 13 tháng 6 năm sau, bà sinh hạ Diên Linh quân, lại tấn phong Thục nghi (淑儀). Năm thứ 27, thăng Quý nhân; năm sau lại chính thức sắc phong Minh tần.
So với Trương Hy tần, Phác thị cũng được coi là rất được sủng ái, do vậy con trai bà là Diên Linh quân cũng được trọng đãi phi thường. Năm Túc Tông thứ 29 (1703), Minh tần Phác thị đột ngột qua đời không rõ lý do.

## Hậu duệ
- Diên Linh quân (延齡君; 13 tháng 6 năm 1699 - 2 tháng 10 năm 1719), tên huý của ông là Lý Huyên (李昍), tự Văn Thúc (文叔), ấu danh Nhân Thọ (仁壽). Ông cùng với Thế tử Lý Quân là hai người con trai được vua Túc Tông hết mực yêu thương. Vì Thế tử Lý Quân sau lần bị biến chứng quai bị dẫn đến vô sinh, Túc Tông đã chỉ định vương tử Diên Linh quân sẽ là người kế vị của Thế tử Lý Quân. Nhưng đáng tiếc, ông qua đời năm 1719, một năm trước khi Túc Tông qua đời. Túc Tông đã băn khoăn rất nhiều và đau lòng trước cái chết của Diên Linh quân. Ông muốn tham dự vào đám tang của vương tử, nhưng không thể vì ông bị bệnh nặng và các đại thần phản đối, họ sợ rằng việc đó sẽ làm trầm trọng thêm bệnh tình của ông. Diên Linh quân không có con cái, vì vậy Túc Tông thông qua một vương tử khác là "con nuôi" của Diên Linh quân để tiếp tục dòng dõi. Diên Linh quân được chôn cất bên cạnh mẹ. Thụy hiệu Hiếu Hiến (孝憲).
  - Thê tử: Thương Sơn Kim thị (商山金氏, 1698 - 1725), tước Thương Sơn quận phu nhân (商山郡夫人), là cháu ngoại của Lâm Nguyên quân Lý Tiêu, hậu duệ của Triều Tiên Tuyên Tổ.
    - Dưỡng tử: Lý Cầu (李糼, 1715 - 1733), tước Thương Nguyên quân (商原君), con thứ của Mật Phong quân Lý Thản, hậu duệ của Chiêu Hiện Thế tử. Không con, bị bãi dưỡng.
    - Dưỡng tử: Lý Ôn (李縕, 1720 - 1737), tước Lạc Xuyên quân (洛川君), cháu nội Huyện giám Lý Túc, cháu chắt của Tây Xuyên quân Lý Hoảng, tằng tôn của con thứ của Tuyên Tổ là Khánh Xương quân. Không con, bị bãi dưỡng.